# DFB-Pokal 1957

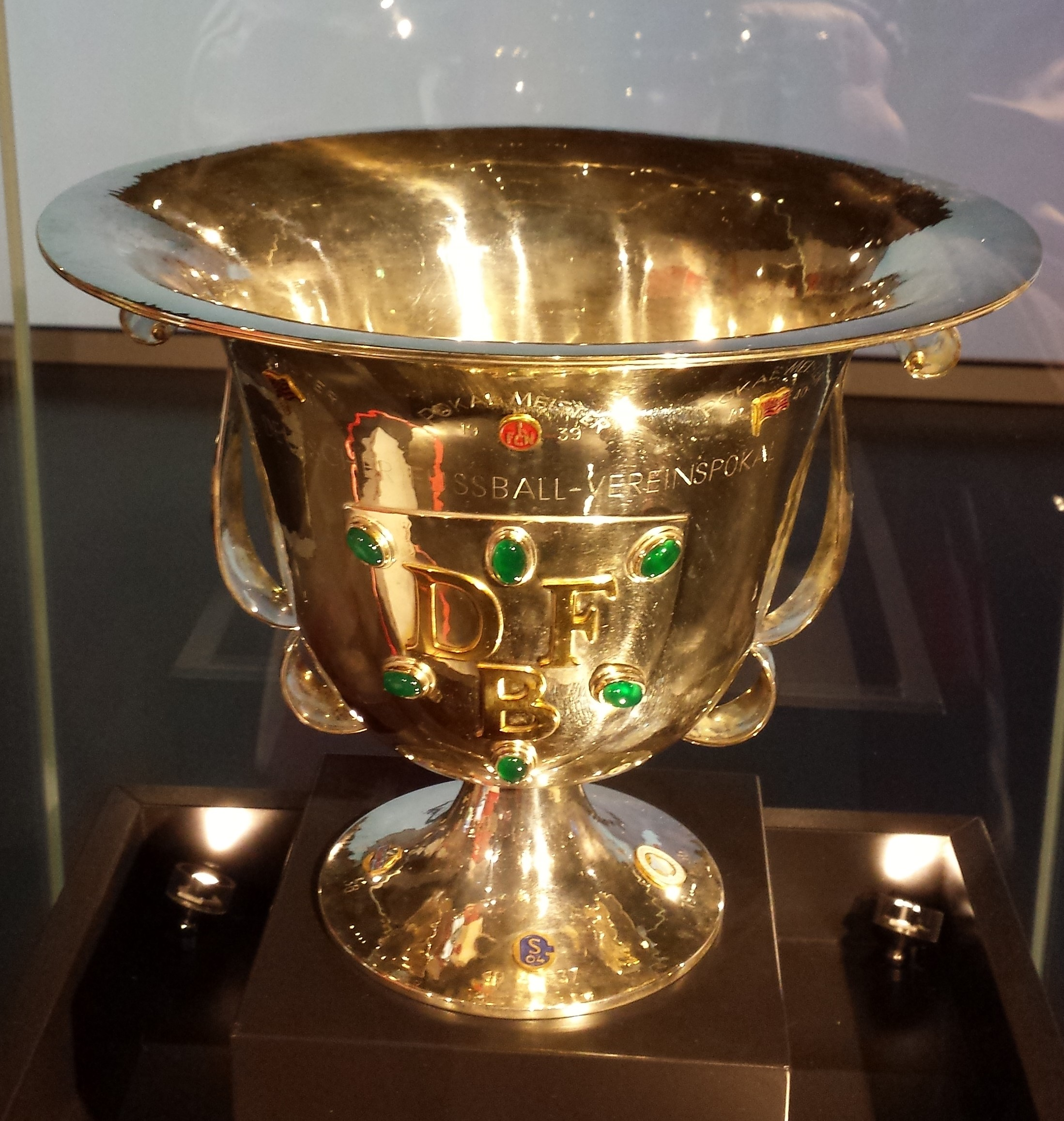
Die Trophäe von 1957 (Replik)

DFB-Pokalsieger 1957 wurde erstmals der FC Bayern München. Der deutsche Meister von 1932 bezwang im Finale am 29. Dezember 1957 im Rosenaustadion in Augsburg den deutschen Meister von 1933, Fortuna Düsseldorf. Für die Münchener war es die erste Finalteilnahme, für die Rheinländer die zweite nach der 1:2-Niederlage im Endspiel von 1937 gegen den FC Schalke 04.
Kurt Sommerlatt vom FC Bayern wurde zum bislang einzigen Spieler, der drei deutsche Pokalfinales in Serie gewann. Der Karlsruher SC, mit dem er den Pokal in den beiden vorangegangenen Jahren gewann, schied diesmal bereits im Achtelfinale der süddeutschen Vorausscheidung im März mit einem 1:2 beim FC Schweinfurt 05 aus.

## Format
Ab Januar 1957 fanden, regional aufgeteilt entsprechend der Aufteilung der Oberligen, de-facto Vereinspokalwettbewerbe statt an denen die jeweiligen Ober- und Zweitligisten teilnahmeberechtigt waren. Die Gewinner – mit Ausnahme des Süddeutschen und des Berliner Gewinners, die hier noch ein Ausscheidungsspiel gegeneinander abhielten – spielten in zwei Halbfinalbegegnungen die Endspielteilnehmer  aus.

## Die Spiele

### Weg des FC Bayern München in Süddeutschland
Der weiland finanziell recht klamme FC Bayern wollte ursprünglich auf die Teilnahme am DFB-Pokal 1957 verzichten, da der Wettbewerb als wenig attraktiv galt und der Verein befürchtete, nicht einmal die Fahrtkosten wieder einzuspielen. Der österreichische Trainer der Bayern, Willibald Hahn, konnte aber die Vereinsleitung letztendlich davon überzeugen, doch an den Start zu gehen. Die Oberliga Süd Saison 1956/57 schlossen die Bayern Mitte Mai 1957 nur vier Punkte über einem Abstiegsrang auf Platz 10 ab.
Bei Spielen, die nach Verlängerung unentschieden waren, wurden Wiederholungen angesetzt.
| Datum      |                    | Ergebnis  |                    |
| ---------- | ------------------ | --------- | ------------------ |
| 27.01.1957 | SpVgg Neu-Isenburg | 2:2 n. V. | FC Bayern          |
| 03.03.1957 | FC Bayern          | 4:0       | SpVgg Neu-Isenburg |
| 09.03.1957 | FC Bayern          | 2:1       | TSV Straubing      |
| 31.03.1957 | FC Bayern          | 3:2 n. V. | Kickers Offenbach  |
| 26.05.1957 | KSV Hessen Kassel  | 1:1 n. V. | FC Bayern          |
| 15.06.1957 | FC Bayern          | 3:1       | KSV Hessen Kassel  |
| 26.06.1957 | FC Bayern          | 4:1       | FC Schweinfurt 05  |

### Ausscheidungsspiel
| Datum      |              | Ergebnis |                   |
| ---------- | ------------ | -------- | ----------------- |
| 04.08.1957 | Spandauer SV | 1:4      | FC Bayern München |

### Halbfinalspiele
| Datum      |                    | Ergebnis  |                   |
| ---------- | ------------------ | --------- | ----------------- |
| 17.11.1957 | FC Bayern München  | 3:1 n. V. | 1. FC Saarbrücken |
| 24.11.1957 | Fortuna Düsseldorf | 1:0       | Hamburger SV      |

Der 1. FC Saarbrücken musste in der Verlängerung auf den verletzten Spieler Ernst Zägel verzichten.

### Finale
Die Fortuna galt als Favorit, zumal sie auch im Halbfinale die als recht stark angesehenen Hamburger – Meisterschaftsfinalisten 1957 – ausgeschaltet haben. Doch nachdem am Tag des Spiels der Platz schneebedeckt war, dachten viele, dass dies eher den Bayern helfen würde. So kam es dann auch. Das Tor des Tages erzielte allerdings erst zehn Minuten vor Schluss Rudi Jobst, der im dritten Nachschuss Albert Görtz im Tor der Fortuna, bester Mann seiner Elf, überwand. Bundestrainer Sepp Herberger kommentierte später zum Torschützen: "Jobst, den ich in Augsburg zum ersten Mal spielen sah, lieferte eine hervorragende Partie. Er war der Spielmacher der Bayern."
| Paarung            | Fortuna Düsseldorf – FC Bayern München |
| Ergebnis           | 0:1 (0:0) |
| Datum              | Sonntag, 29. Dezember 1957 um 14:00 Uhr |
| Stadion            | Rosenaustadion, Augsburg |
| Zuschauer          | 44.000 |
| Schiedsrichter     | Albert Dusch (Kaiserslautern) |
| Tore               | 0:1 Jobst (77.) |
| Fortuna Düsseldorf | Albert Görtz, Matthias Mauritz, Erich Juskowiak, Herbert Bayer, Günter Jäger, Martin Gramminger, Bernhard Steffen, Franz-Josef Wolfframm, Karl Gramminger, Heinz Janssen, Hans Neuschäfer Cheftrainer: Hermann Lindemann |
| FC Bayern München  | Árpád Fazekas, Willi Knauer, Hans Bauer , Thomas Mayer, Ludwig Landerer, Siegfried Manthey, Gerhard Siedl, Kurt Sommerlatt, Peter Velhorn, Rudolf Jobst, Werner Huber Cheftrainer: Willibald Hahn ( Österreich)          |